# Гирляндоносцы
Гирляндоносцы — изображения маленьких обнаженных путти, держащих непрерывную гирлянду, несоразмерно большую по сравнению с их ростом. Фигурки с гирляндами представляют собой популярный орнаментальный мотив в классическом искусстве, от греко-римского мира до Индии и Китая. В странах Западной Европы они появились снова в эпоху Возрождения и использовались в более поздние периоды.

## Греко-римское искусство
Композиции с гирляндами были необычайно популярны в Средиземноморье. Впервые они появились в конце эллинистического периода, их популярность возросла в римский период. Этот мотив достиг пика популярности во II веке нашей эры, он украшал саркофаги, которые изготавливали в Малой Азии для продажи в Риме.
Античные гирлянды украшены листьями и стеблями. Рисунок римских гирлянд сегментирован, и для украшения часто используются цветы и фрукты.
Гирляндоносцы также были связаны с культом Диониса.

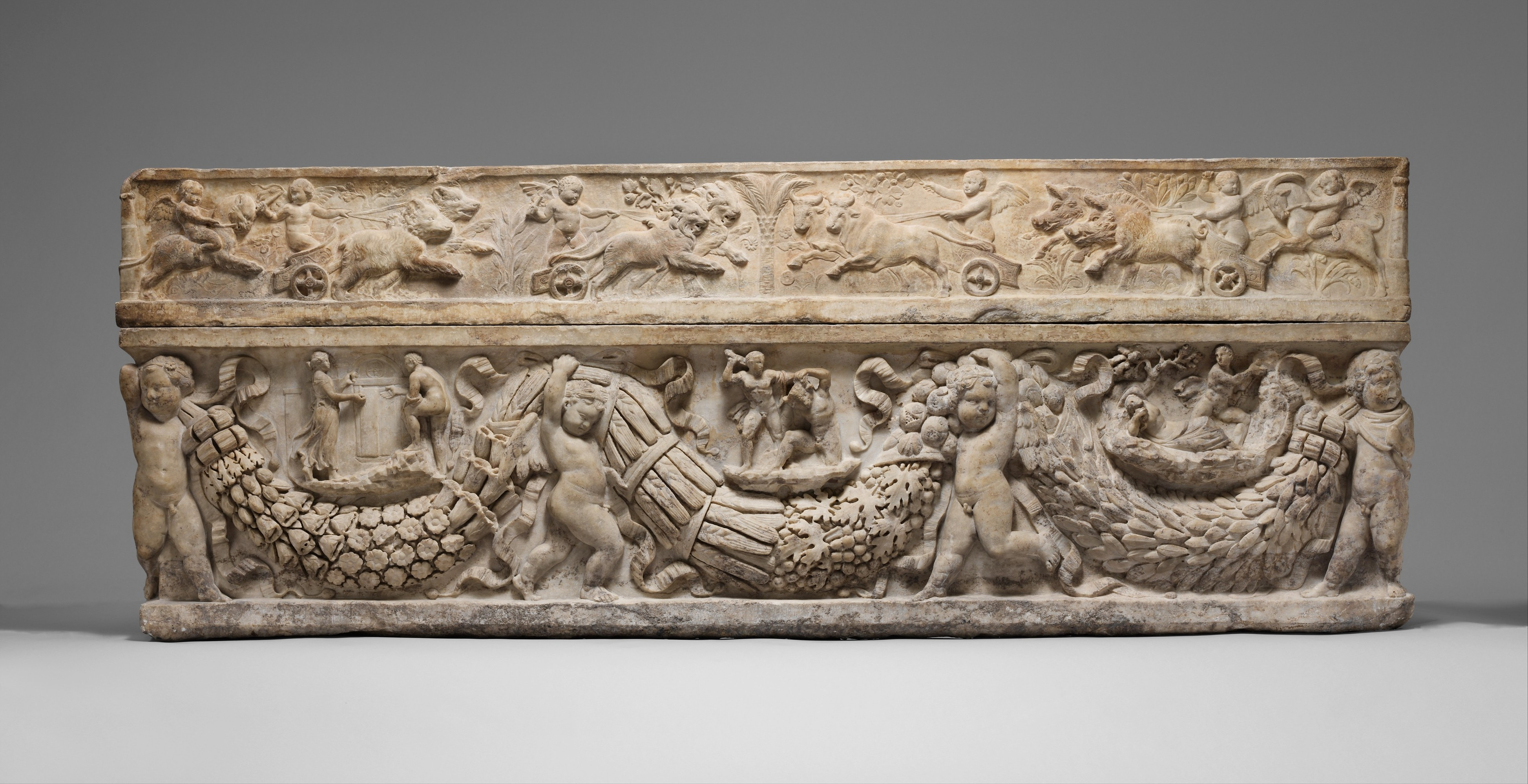
Носители гирлянд на римском саркофаге, 130-150 гг.
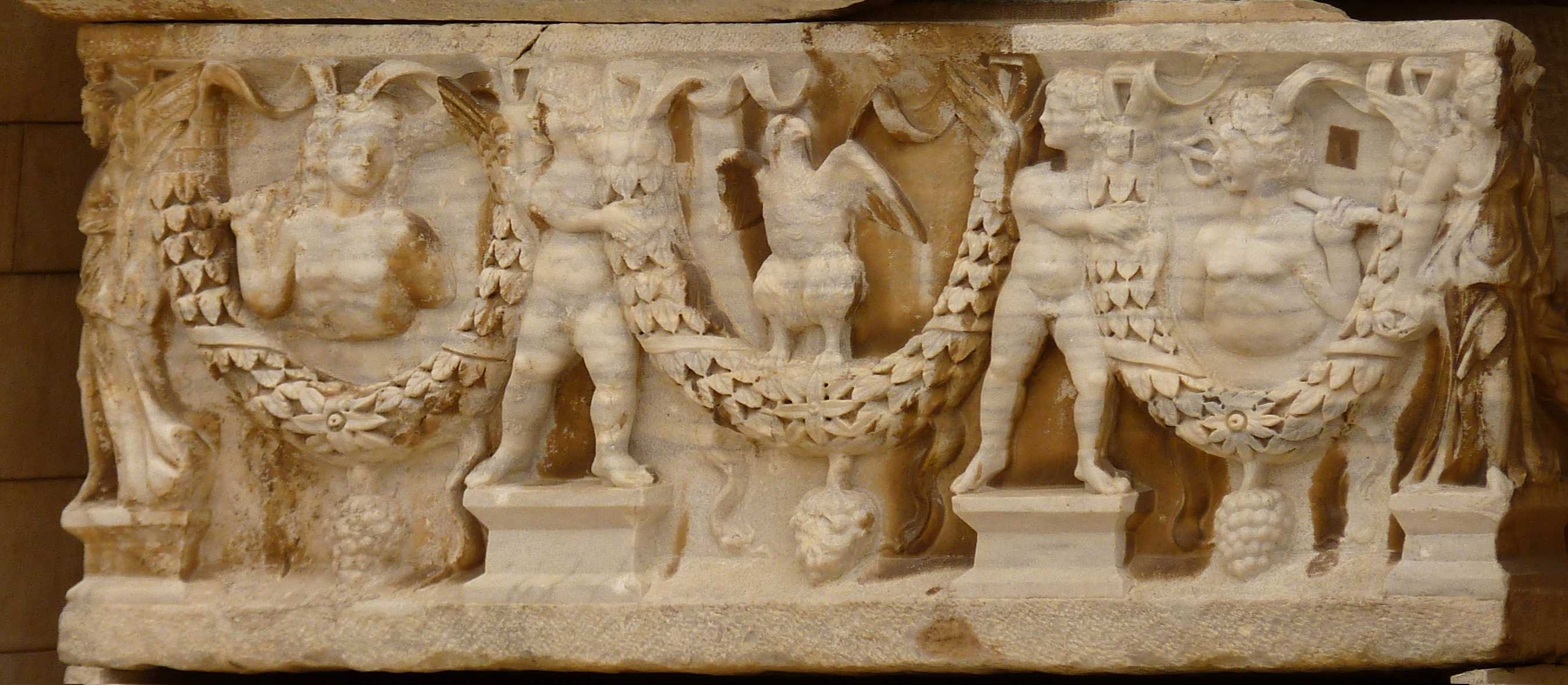
Греко-римские гирляндоносцы, Музей Рокфеллера
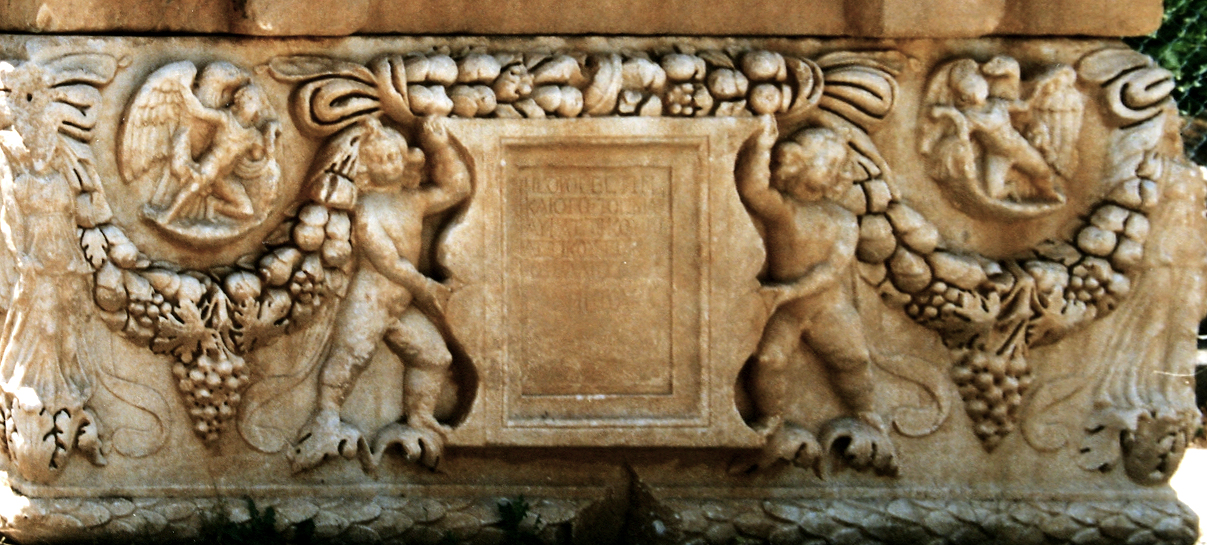
Гирляндоносцы на саркофаге в Афродизиасе
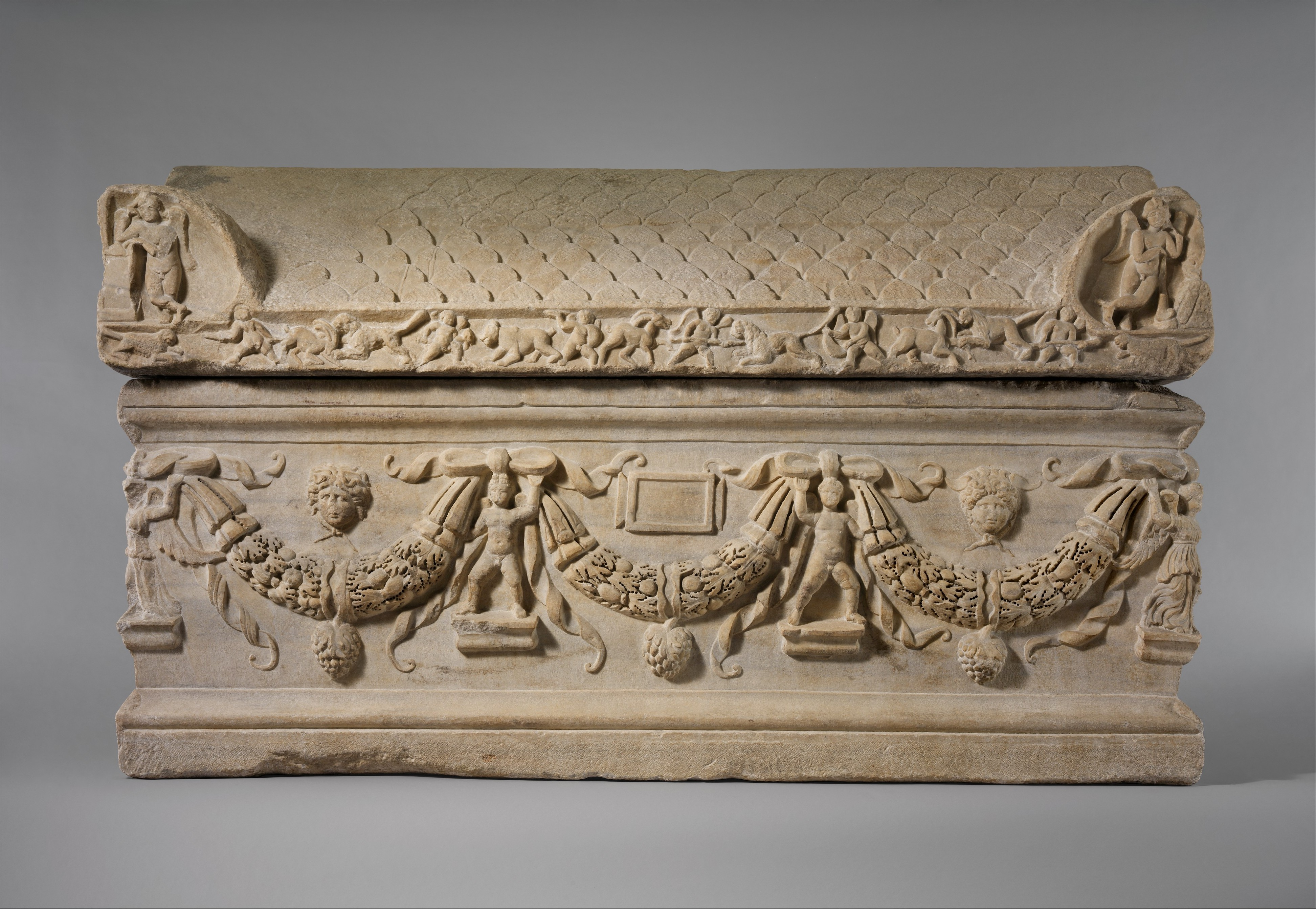
Римский мраморный саркофаг с сегментированными гирляндами, украшенными цветами и фруктами, 200-225 гг. н. э., Тарс, Киликия (современная Турция)

## Средняя Азия

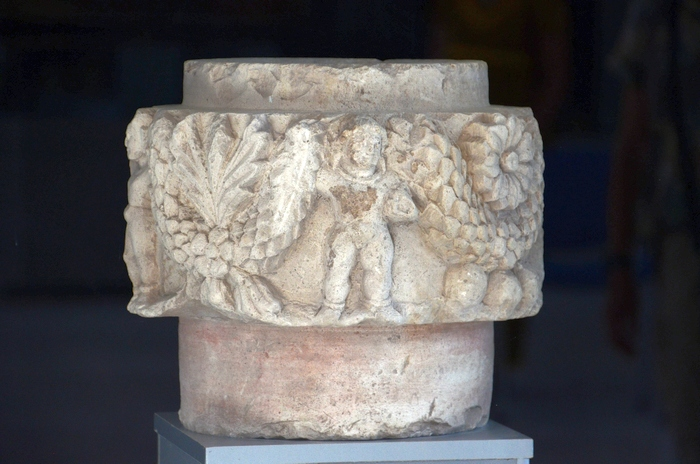
Капитель с изображением Будды и Геракла (100-200 гг. н. э.), Археологический музей Старого Термеза

## Индийское искусство
Эроты или путти, держащие гирлянды, являются одним из наиболее распространённых мотивов греко-буддийского искусства Гандхары. По словам Джона Бордмана, они берут своё начало в эллинистических рисунках, а не в римских. Гирлянды играли важную роль в украшении буддийских ступ.

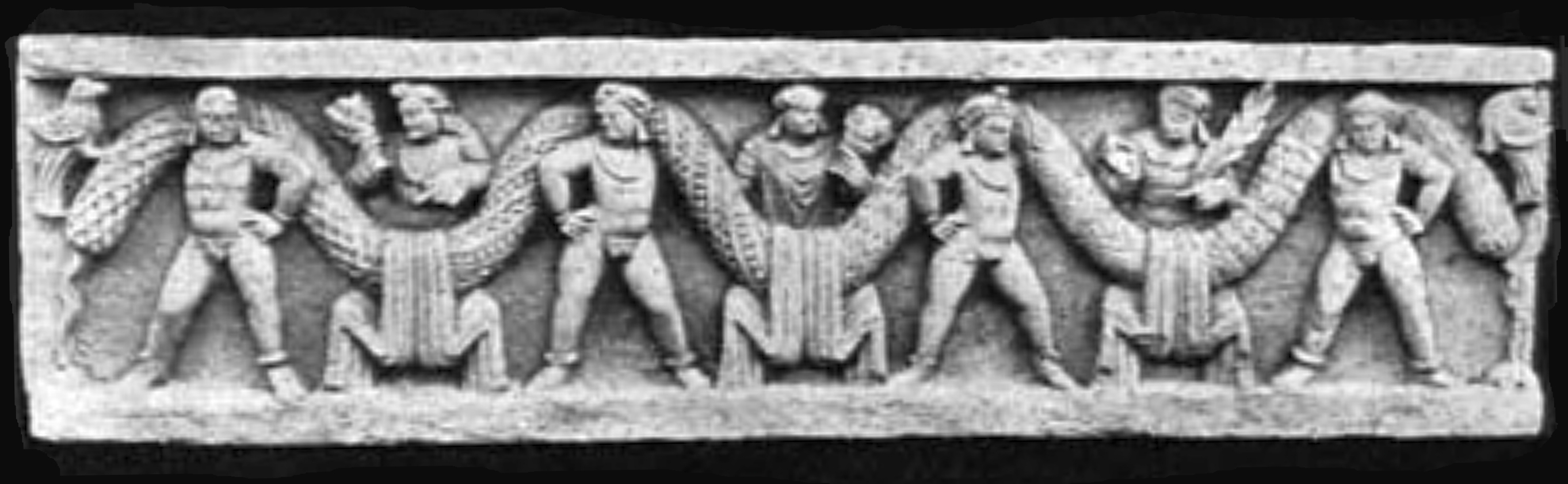
Якши держат гирлянды, Музей Пешавара
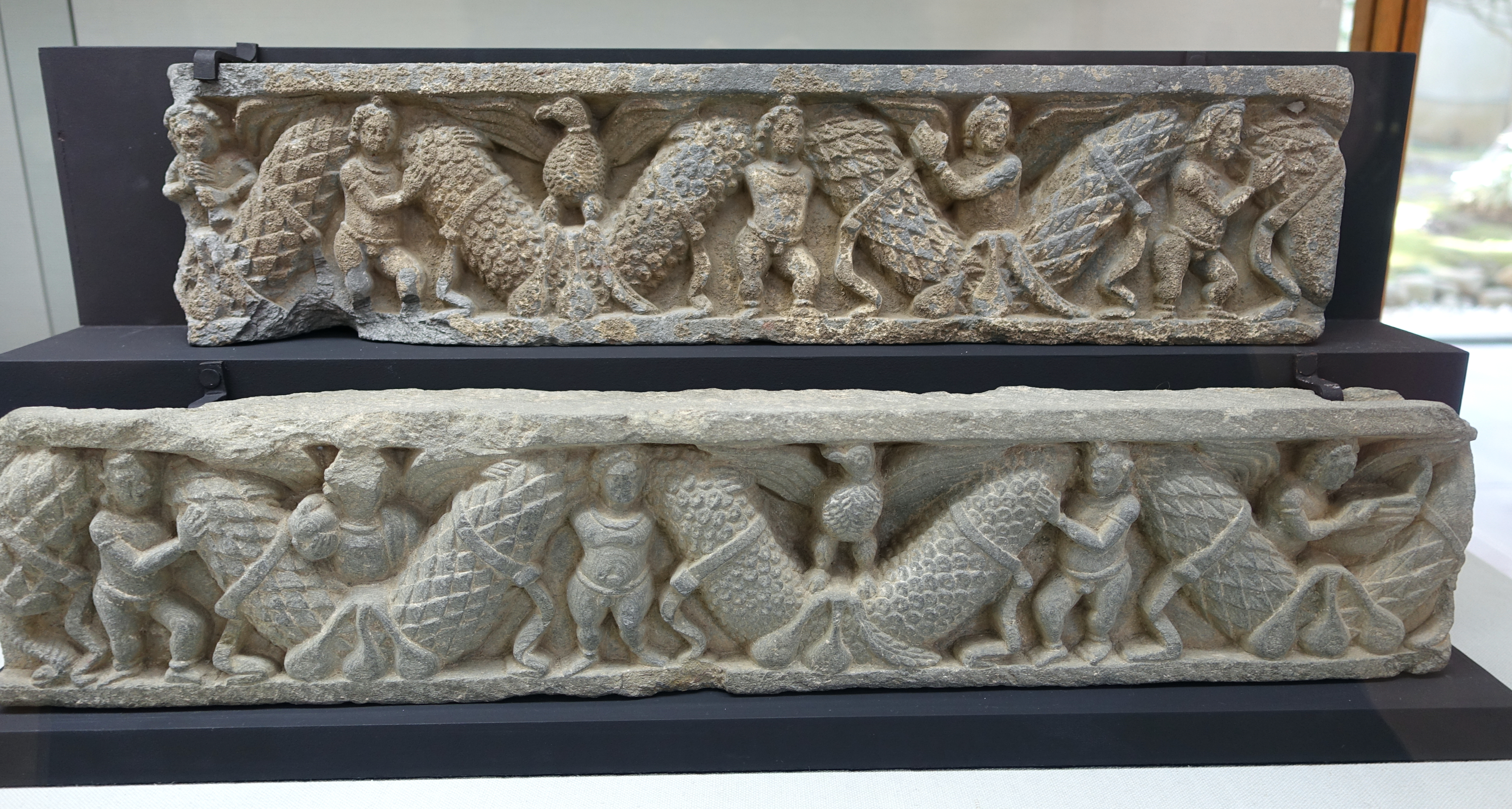
Гирлянда и аморини, Гандхара, ок. II-III века н. э.
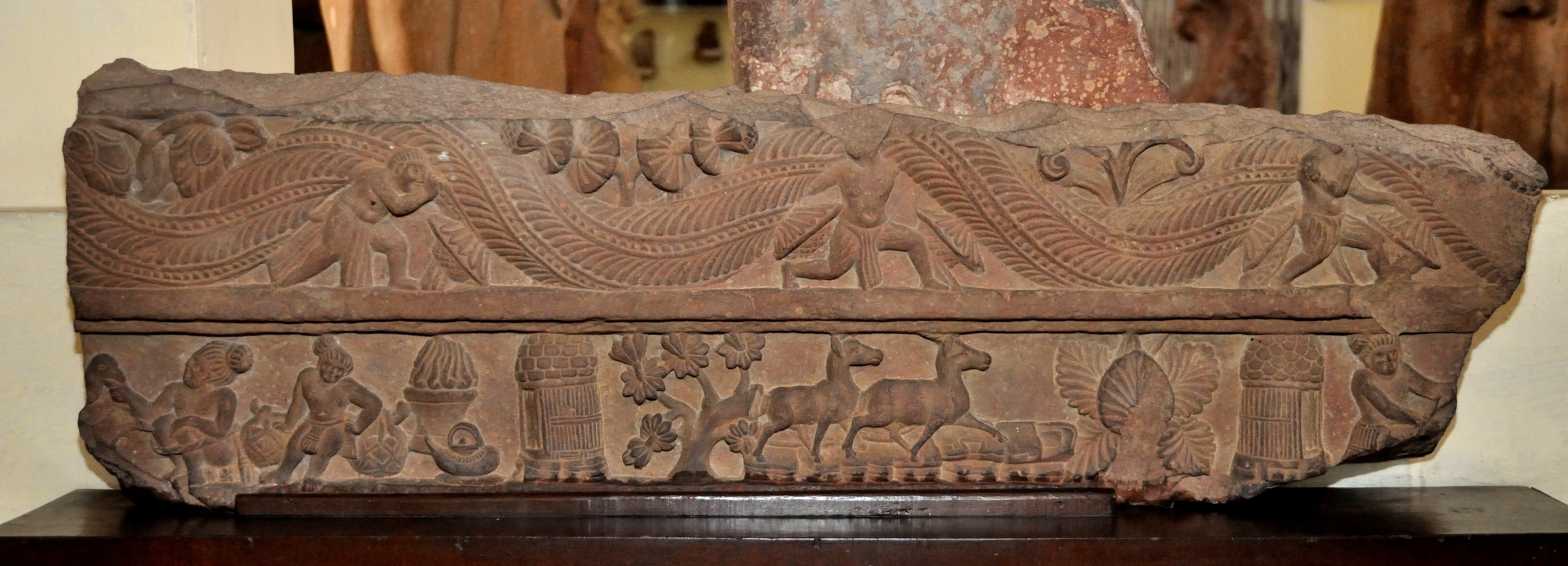
Носители гирлянд и Ромака Джатака 25-50 гг. н. э., Музей Матхуры
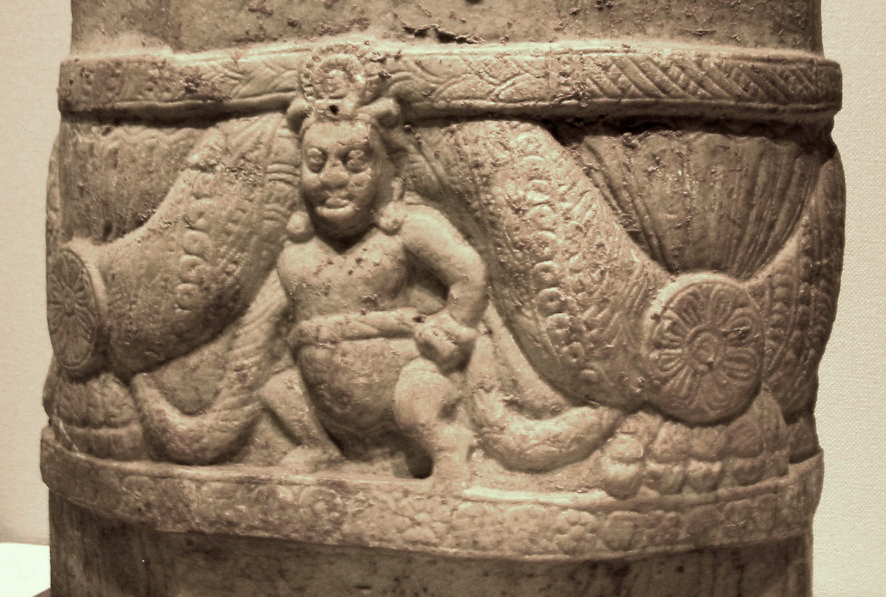
Якша держит гирлянду, ступа Амаравати
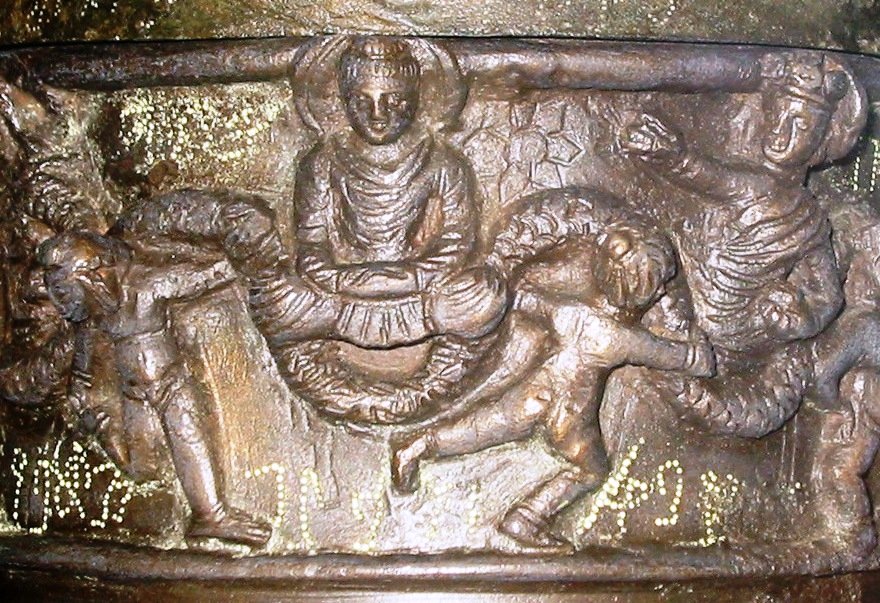
Эроты, гирлянда и Будда на шкатулке Канишки
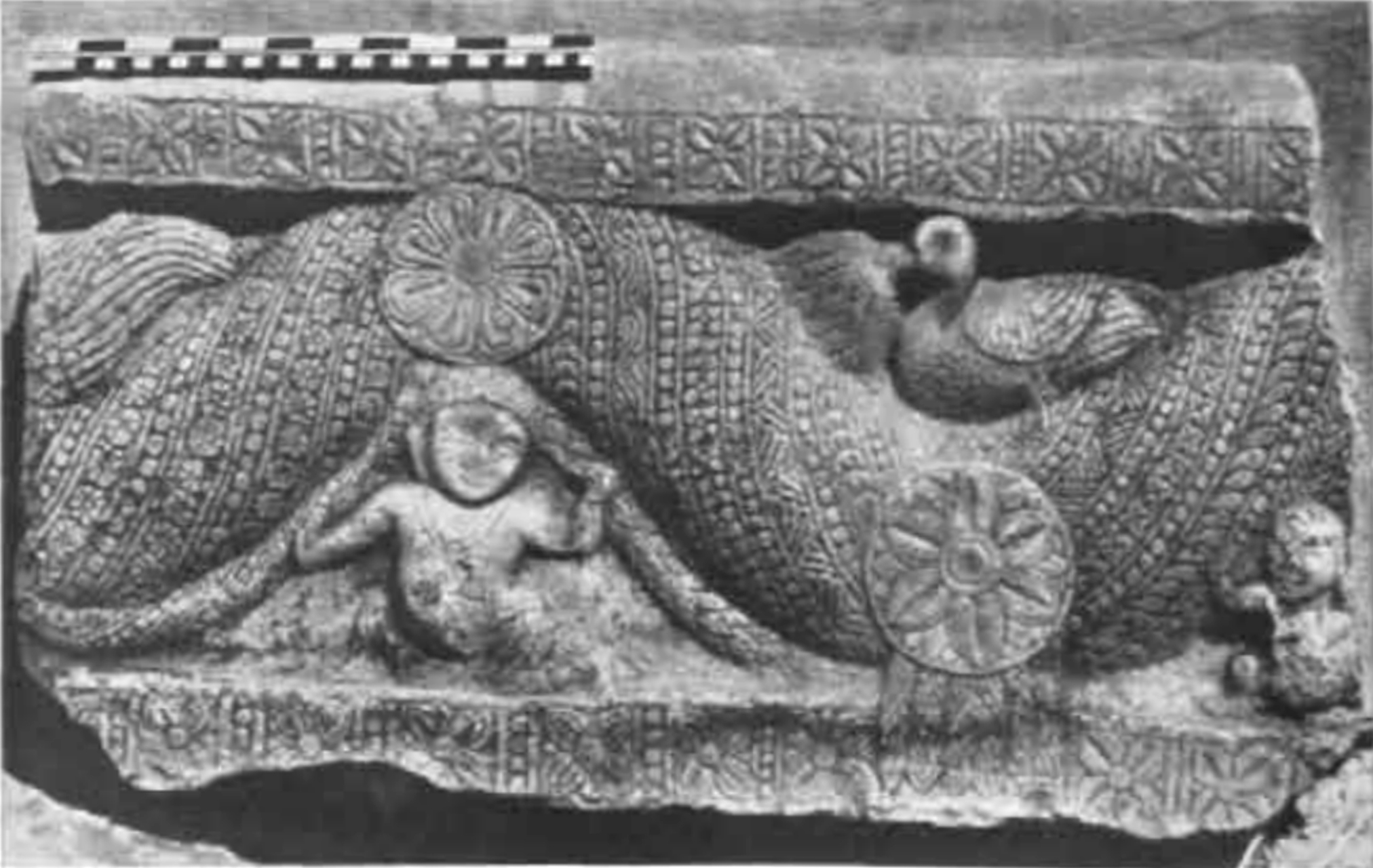
Фрагмент облицовки из известняка, Тер, Махараштра

## Китай
Композицию гирляндоносца можно увидеть на буддийских фресках в Миране, Китай, с III века нашей эры.

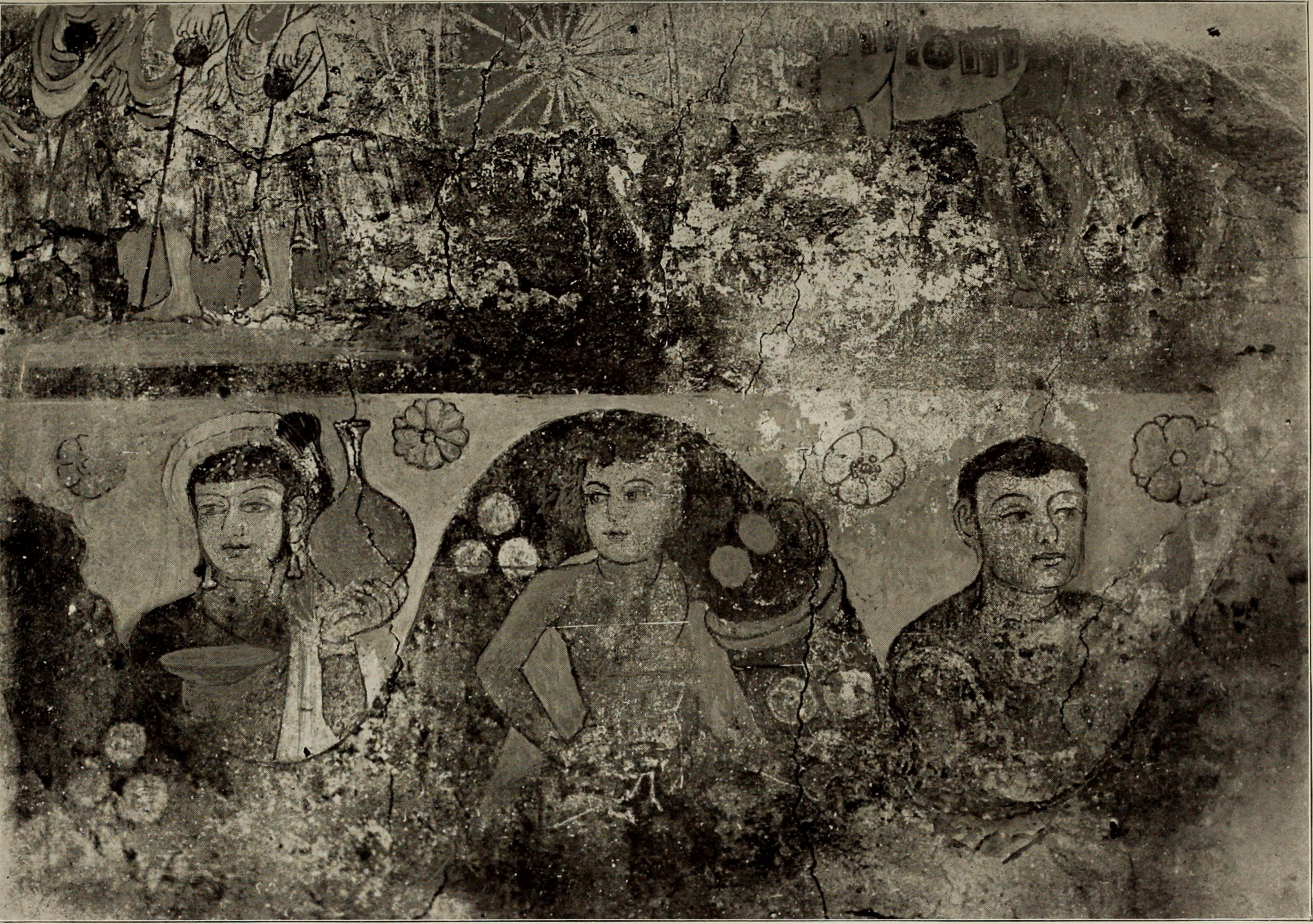
Гирляндоносцы на фреске в Миране
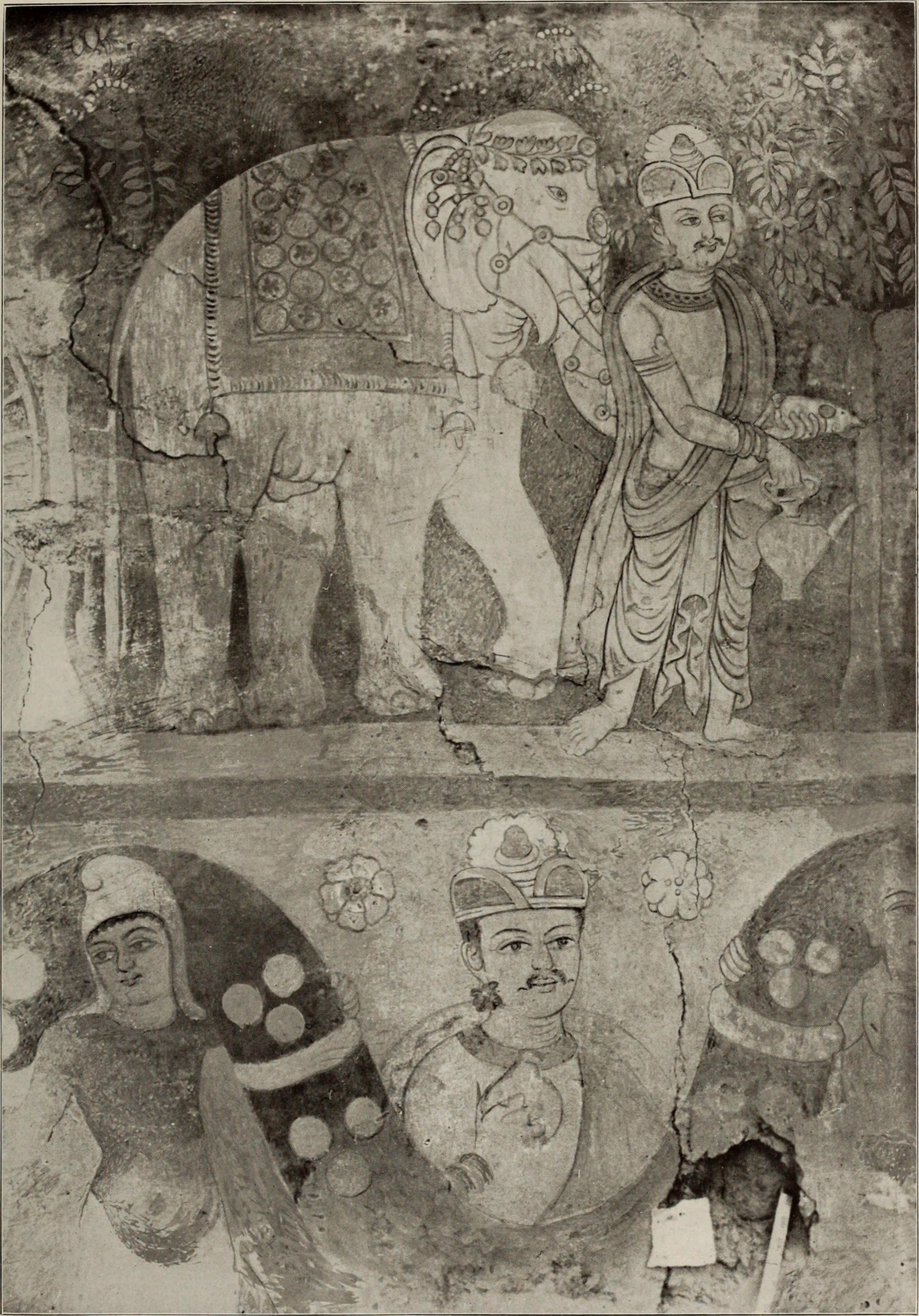
Гирляндоносцы на фреске в Миране